# Quận Middlesex, Virginia
Quận Middlesex là một quận thuộc tiểu bang Virginia, Hoa Kỳ.
Quận này được đặt tên theo. Theo điều tra dân số của Cục điều tra dân số Hoa Kỳ năm 2000, quận có dân số 9932 người. Quận lỵ đóng ở Saluda6. Quận được lập năm 1669 từ một phần của quận Lancaster.

## Địa lý
Theo Cục điều tra dân số Hoa Kỳ, quận có diện tích km2, trong đó có km2 là diện tích mặt nước.